# Güterwagen

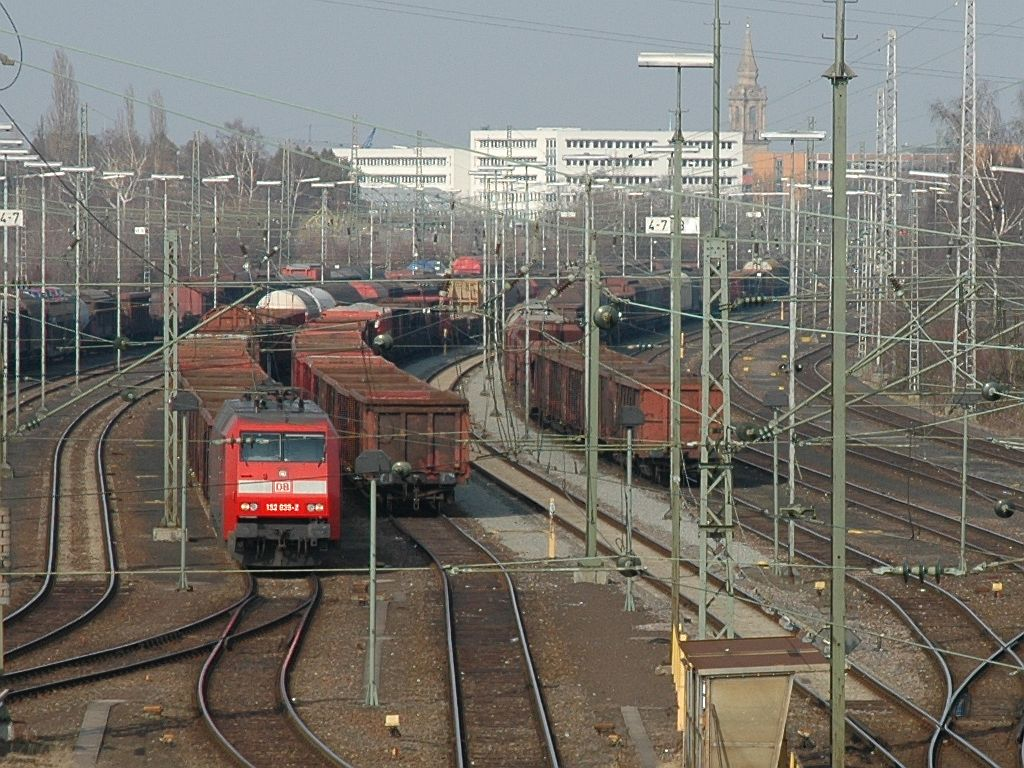
Güterwagen-Vielfalt im Rangierbahnhof Kornwestheim

Güterwagen, auch Güterwaggons oder Frachtwagen, sind Eisenbahnwagen, die dem Transport von Gütern dienen.

## Entwicklungsgeschichte

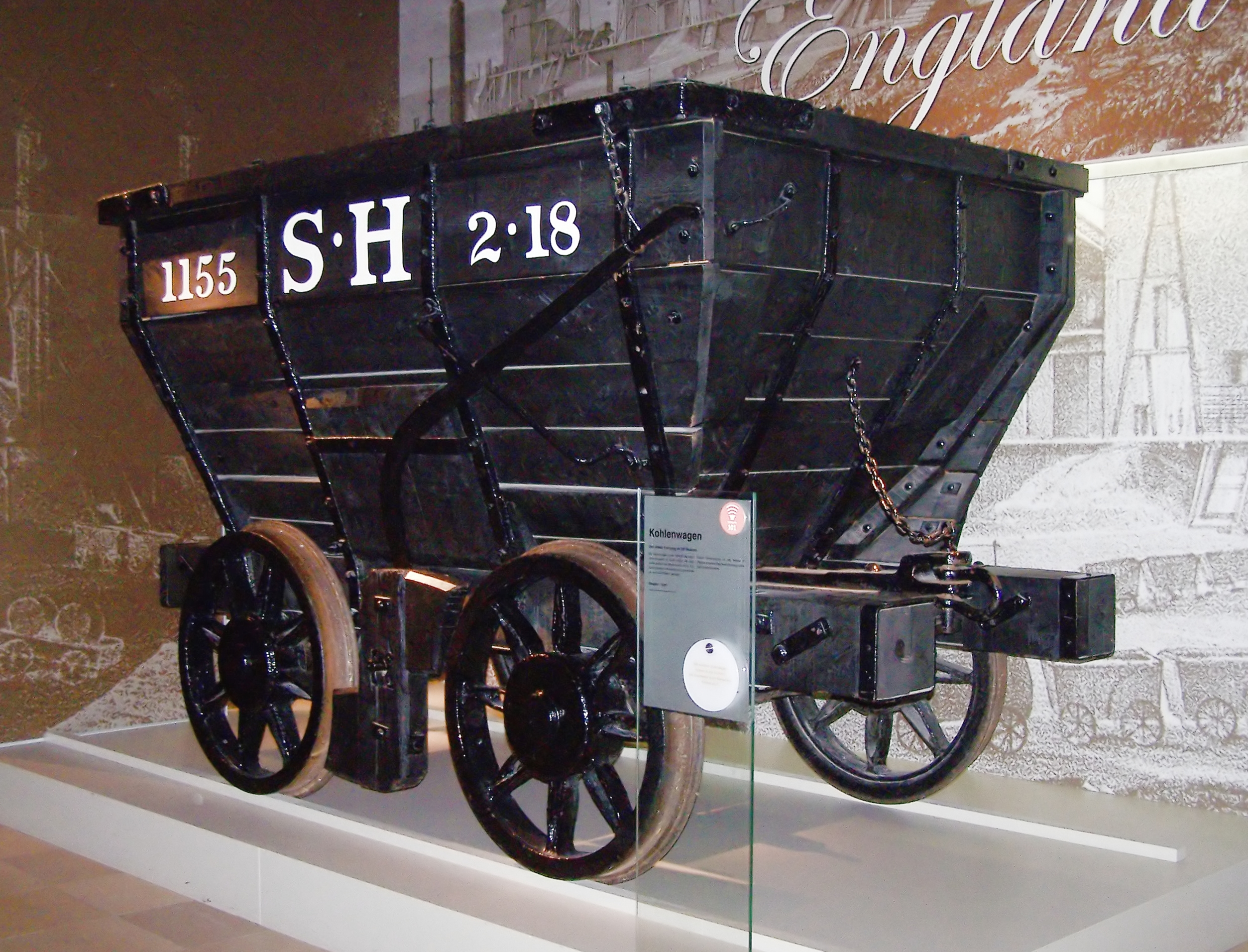
Kohlewagen von 1829 des englischen Kohlebergwerks in South Hetton, ältestes erhaltenes Eisenbahnfahrzeug außerhalb Großbritanniens im Verkehrsmuseum Nürnberg

### Allgemeines
Zu Beginn des Eisenbahnzeitalters kamen zunächst fast ausschließlich zweiachsige Güterwagen einfacher Bauart zum Einsatz. Fast ausschließlich wurden gedeckte Güterwägelchen (damals auch bedeckte genannt), offene Wagen mit Seitenborden sowie Flachwagen (mit und ohne Rungen) verwendet. Die anfänglich einfachen Fahrzeuge wurden im Laufe der Zeit zunehmend für das jeweilige Ladegut und für die Be- und Entlade-Einrichtungen spezialisiert weiterentwickelt.
Spezialwagen für eine begrenzte Nutzung, besondere Güter oder mit speziellen Eigenschaften wurden schon um 1850 als sogenannte Privatgüterwagen eingestellt. Hierunter fallen unter anderem fast alle Kesselwagen und viele Kühlwagen. Sogenannte Wagenleihanstalten stellten viele dieser Wagen ein und vermieteten sie an die nutzenden Betriebe.
Recht früh schon kam es zu ersten Vereinbarungen zur gegenseitigen Verwendung von Güterwagen zwischen den Privat- und Staatsbahnen; der Verein Deutscher Eisenbahnverwaltungen stellte um 1850 Vorschriften zur Vereinheitlichung von Abmessungen und Einrichtungen auf. Die Gründung des Preußischen Staatswagenverbands (1881) begünstigte die Entstehung von nach einheitlichen Normalien gebauten Wagenarten. Ähnliche Entwicklungen gab es in anderen Ländern, Jahrzehnte vor der internationalen Vereinheitlichung. Ein Meilenstein im deutschen Güterverkehr war 1909 die Bildung des Deutschen Staatswagenverbands mit einheitlichen Wagentypen und Waggonanschriften. Unter Beteiligung aller deutschen Staatsbahnen wurde dabei ein gemeinsamer Wagenpark geschaffen, der Ende 1911 circa 560.000 Güterwagen umfasste.
Seit der Gründung der Vereinigung der Privatgüterwagen-Interessenten (VPI) im Jahr 1921 werden die Interessen der privaten Transportbranche, vor allem von Waggonvermietern, Güterwagenbau- und Instandhaltungsunternehmen und Inhabern von Privatgleisanschlüssen gebündelt vertreten. Der Verein hat inzwischen rund 100 Mitglieder, die 50.000 Güterwagen besitzen und im Jahr 2007 361 Mio. Tonnen an Güter beförderten.
Das Übereinkommen über die gegenseitige Benutzung der Güterwagen im internationalen Verkehr (RIV) regelt seit 1922 den Austausch von Güterwagen in Europa und Nahost. Ab 1953 wurden in Westeuropa mit dem Europ-Verband und ab 1964 in Osteuropa mit dem OPW internationale Güterwagenparks geschaffen. Eine internationale Harmonisierung im Güterverkehr gelang in der zweiten Hälfte des 20. Jahrhunderts durch den UIC, unter anderem durch die Entwicklung von UIC-Einheitsgüterwagen. Alle Güterwagen, die innerhalb der UIC-Bahngesellschaften an internationalem Verkehr teilnehmen, müssen entsprechend den UIC-Vorschriften unter anderem einheitlich mit einem UIC-Gattungszeichen und einer UIC-Wagennummer gekennzeichnet sein.
Güterzüge waren in der Anfangszeit noch mit einer Geschwindigkeit von etwa 30 km/h unterwegs. Erst die Einführung der mittels Hauptluftleitung gesteuerten durchgehenden Bremse ermöglichte ab den 1920er Jahren eine höhere Geschwindigkeit von 65 km/h. 
Moderne Güterwagen sind für Höchstgeschwindigkeiten bis zu 140 km/h zugelassen, verfügen über leistungsfähige Bremsen mit Grauguss- und Kompositbremssohlen und sind zunehmend mit GPS-Empfängern und Transpondern zur Positionsüberwachung im Bedarfsfall ausgestattet. 
Bei der Deutschen Bahn (DB) gab es Exemplare für den Hochgeschwindigkeitsverkehr bis zu 160 km/h. Da der Bremsweg dieser schnellen Güterzüge jedoch länger als der übliche Vorsignalabstand war, durften Züge diese hohe Geschwindigkeit nur auf Strecken mit frühzeitiger Führerstandssignalisierung fahren. Die hierfür eingesetzten Güterwagen verfügen über Scheibenbremsen, eine durchgehende Hauptluftbehälterleitung und UIC-Steuerleitungen für den Einsatz der elektropneumatischen Bremse.
Die Anzahl der Güterwagen übertrifft die der Personenwagen um ein Vielfaches. Die rückläufige Stückzahl lässt nicht immer automatisch auf eine geringere Beförderungsleistung schließen, da das durchschnittliche Ladevolumen und die zulässigen Ladegewichte ständig vergrößert wurden. So sorgte das Aufkommen von standardisierten ISO-Containern dafür, dass weniger Wagen für die Frachtbewegungen erforderlich sind, weil die wechselnden Container stets größere Standzeiten abseits der Schienenwege haben.

### Deutschland
Detaillierte Entwicklungsgeschichten der deutschen Güterwagen findet sich in folgenden Artikeln:
- Güterwagen der Verbandsbauart
- Güterwagen der Austauschbauart
- Güterwagen der geschweißten Bauart
- Güterwagen der Kriegsbauart
- Güterwagen der Deutschen Reichsbahn
- Güterwagen der Deutschen Reichsbahn (1945–1993)
- Güterwagen der Deutschen Bundesbahn

## Ausrüstung
Neben dem grundsätzlichen Aufbau und der allgemeinen Ausrüstung von Eisenbahnwagen sind Güterwagen mit Ladegut- und wagenspezifischer Ausrüstung ausgestattet. Diese Ausrüstung ist im Allgemeinen von der Bauart der Güterwagen abhängig.

### Allgemeine Ausrüstung
Zur Ladungssicherung sind den spezifischen Anforderungen entsprechende Ausrüstungen vorzusehen. Für Stückgüter sind dies beispielsweise Zurrpunkte oder Rungen. Auf Holzböden werden teilweise Keile oder Sperrbalken zur Ladungssicherung genagelt. Auch Spannwinden mit integriertem Spanngurt werden zur Ladungssicherung verwendet.
Zur Sicherstellung des Arbeitsschutzes sind Güterwagen mit Rangiertritten, Rangiergriffen und unterhalb der Puffer mit Kupplergriffen auszustatten. Um das Be- und Entladen zu erleichtern, können die Rangiergriffe teilweise weggeklappt werden. Insbesondere Wagen mit besonderen Be- und Entladeeinrichtungen sind häufig mit einer Bedienbühne ausgestattet.
Zur Organisation des Betriebes müssen Güterwagen entsprechend beschriftet werden, siehe auch Anschriftenraster. Im Zettelhalter werden die Begleitdokumente des Güterwagens und der Ladung, auch „Hauptzettel“ genannt, sowie ggf. Schadzettel eingelegt. Diese sind am Langträger oder an der Seitenwand angebracht.
Zum Verschub mittels einer Seilrangieranlage sind Güterwagen mit Zughaken ausgestattet, in die das Zugseil eingehängt wird.

### Be- und Entladeeinrichtung
Die Be- und Entladeeinrichtungen eines Güterwagens richten sich nach der Art des Ladegutes. Dazu zählen beispielsweise öffnungsfähige Dächer und Seitenwände, Klappen an den Stirnwänden, Entladeluken, Türen aber auch tragfähige Wagenböden, die das Befahren mit Gabelstaplern erlauben. Teilweise ist durch entsprechende Ausrüstung auch eine automatische oder mechanisierte Be- und Entladung möglich, wie z. B. bei Selbstentladewagen.

### Schutz nässeempfindlicher Güter
Empfindliche Ladegüter müssen vor Nässe und anderen Witterungseinflüssen geschützt werden. Entsprechende Einrichtungen wie Dächer, Planenverdecke oder Hauben bieten hierfür den notwendigen Schutz.

### Kombinierter Verkehr
Güterwagen, die im kombinierten Verkehr eingesetzt werden, müssen mit entsprechenden Befestigungseinrichtungen für die jeweiligen Ladeeinheiten ausgerüstet sein. Im Fall von ISO-Containern sind dies Aufsetzzapfen oder ein Stützbock für Sattelauflieger. Nicht benötigte Aufsetzzapfen können weggeklappt oder versenkt werden. Aufsetzzapfen können teilweise auch verschoben werden.
Güterwagen für den kombinierten Verkehr müssen mit dem entsprechenden Profilcode auf einem sogenannten Kodifizierungsschild zur Sicherstellung der Einhaltung der Fahrzeugbegrenzungslinie beschriftet sein.

### Telematik und Sensorik

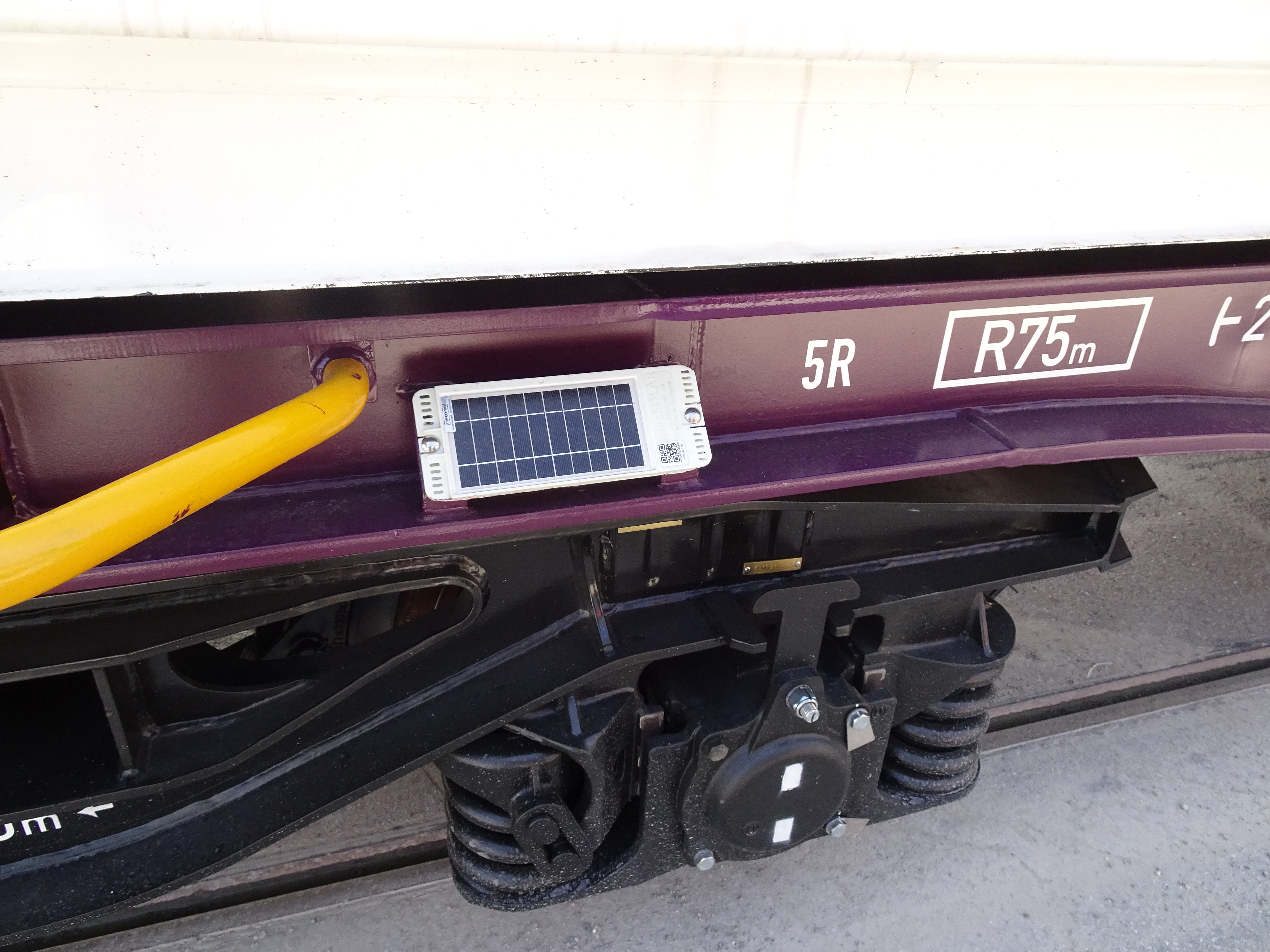
Autarkes Telematiksystem an einem Güterwagen

Zur Überwachung von Transportprozessen und zur Reduzierung von Betriebsrisiken durch Kontroll-, Diagnose- und Steuerungsaufgaben werden seit der Jahrtausendwende vermehrt Telematiksysteme in Güterwagen eingebaut. Die eingesetzten Telematiksysteme beinhalten neben dem Rechnerkern zur Steuerung der Informationsaufzeichnung und -auswertung und einem Kommunikationsmodul zur Datenübertragung eine autarke Energiequelle. Zusätzlich können je nach Einsatzgebiet ein oder mehrere Sensoren integriert sein.
Folgende Anwendungsgebiete leiten sich dadurch ab:
- Optimierung logistischer Prozesse,
- Ladegutüberwachung,
- Fahrwerksdiagnose und
- Leistungsabhängige Instandhaltung.

Die Einführung der Digitalen Automatischen Kupplung (DAK) bietet zukünftig die Möglichkeit, Güterwagen mit Energie zu versorgen und somit auf eine autarke Energieversorgung zu verzichten. Durch die Möglichkeit der Datenübertragung über die DAK könnte zukünftig z. B. eine Entgleisung über Sensoren erfasst und an das Triebfahrzeug gemeldet werden.

## Einteilung

### Hauptmerkmale

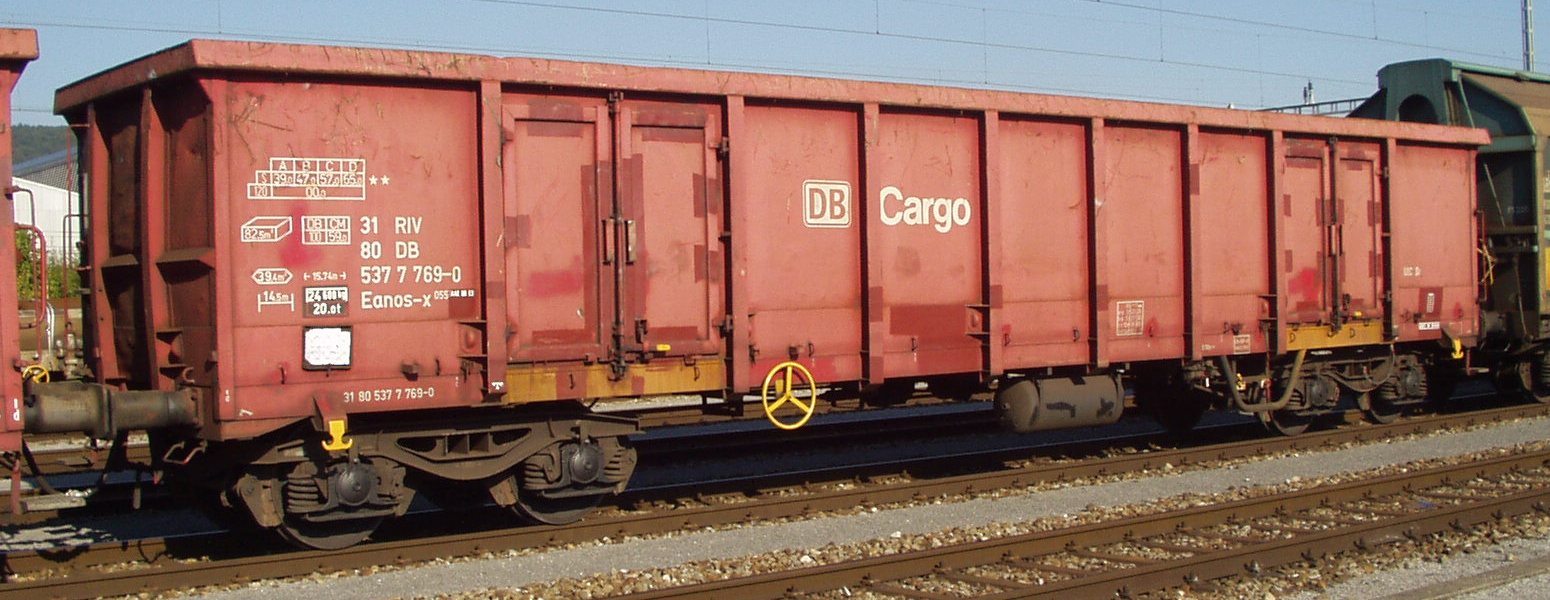
Offener Güterwagen der Regelbauart (Eanos-x^{055} der DB)

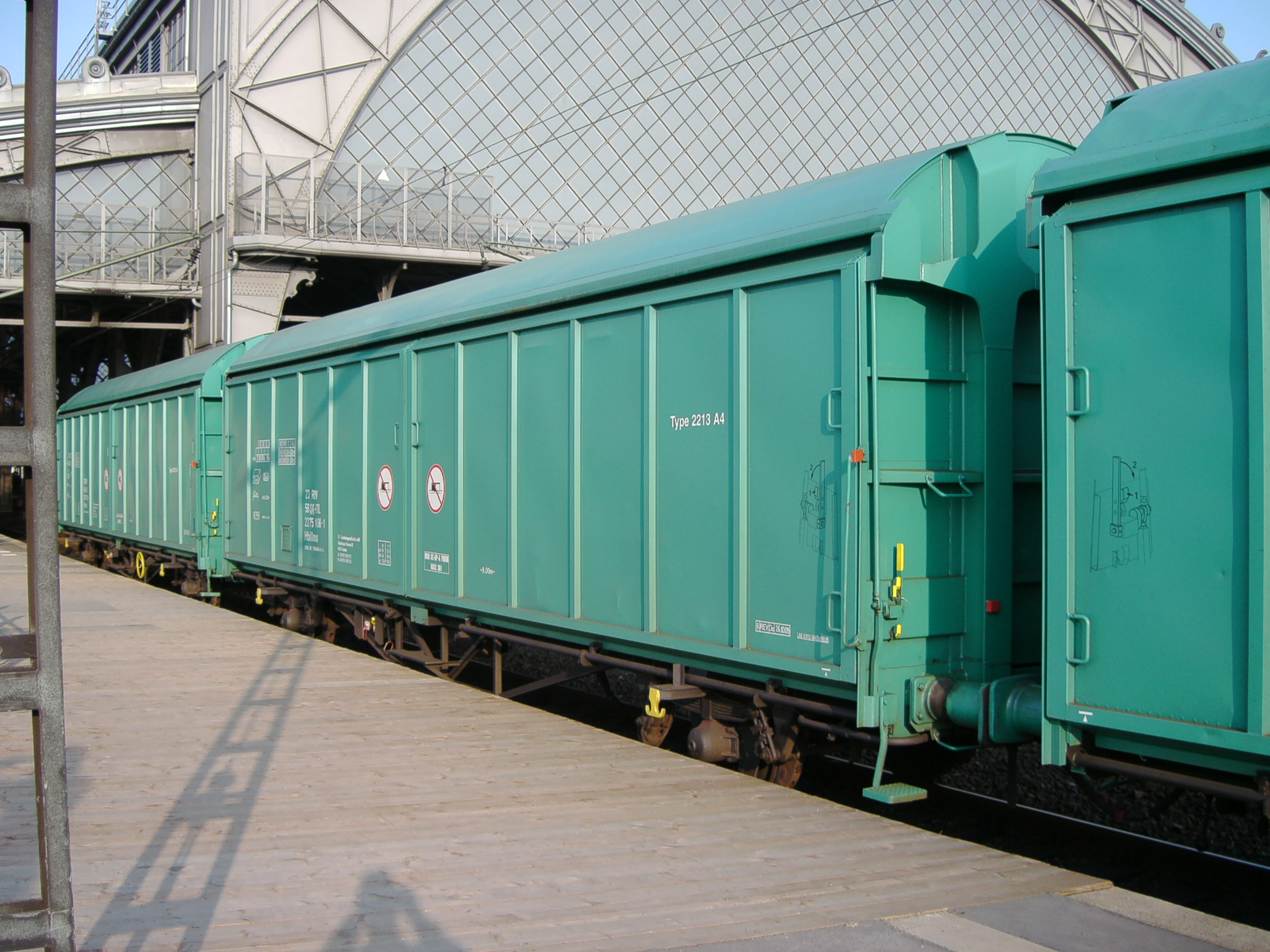
Schiebewandwagen – Gedeckter Güterwagen der Sonderbauart (Hbillns der ITL)

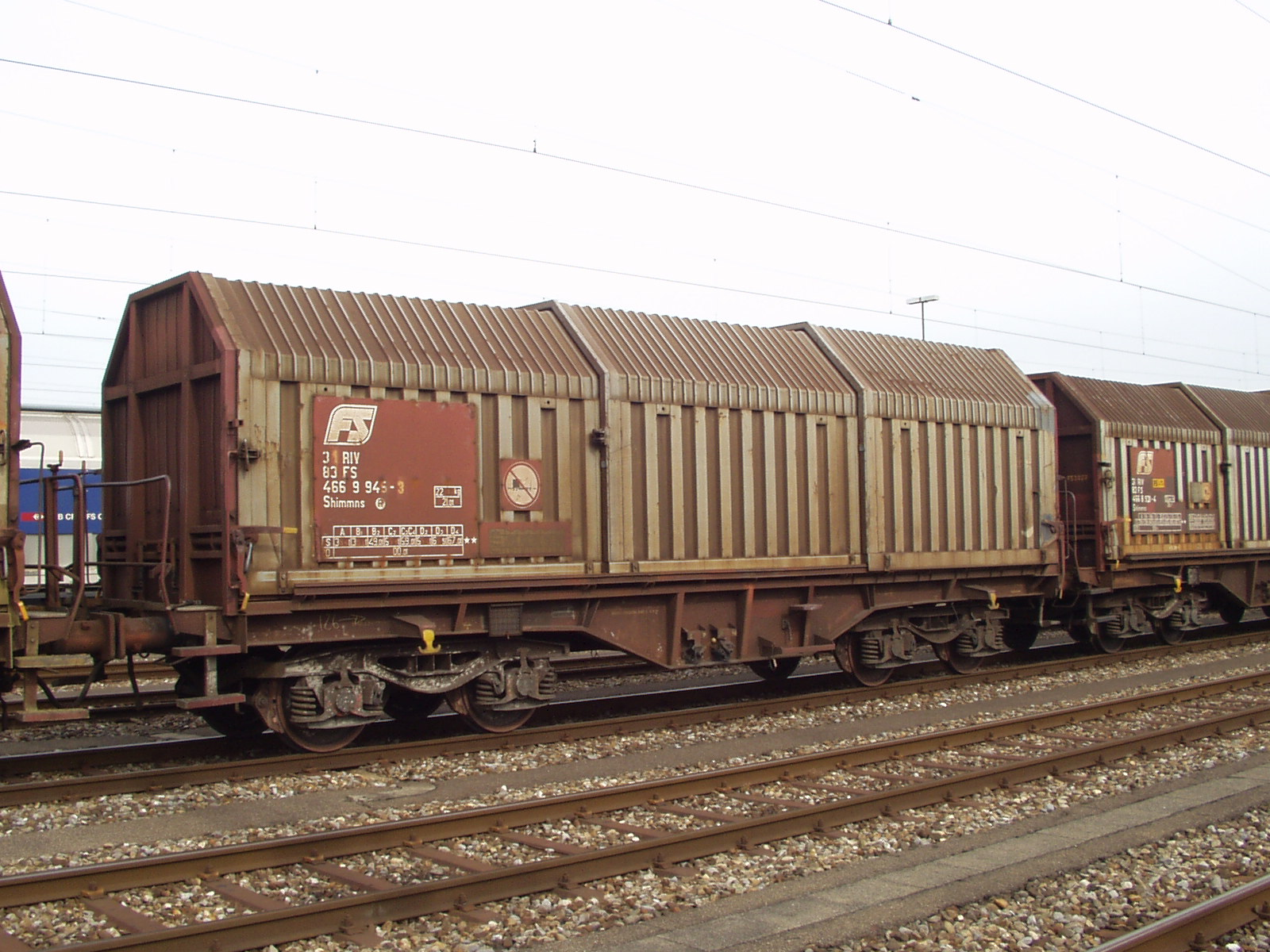
Flachwagen der Sonderbauart mit Teleskophauben für den Coiltransport Shimmns der FS

Güterwagen werden vom Internationalen Eisenbahnverband (UIC) nach ihren konstruktiven Hauptmerkmalen wie folgt eingeteilt:
- Offene Güterwagen ohne Dach in Regelbauart (UIC-Gattung E) und Sonderbauart (UIC-Gattung F)
- Gedeckte Güterwagen mit festem Dach in Regelbauart (UIC-Gattung G) und Sonderbauart (UIC-Gattung H)
- Kühlwagen (I-Wagen), also alle gedeckten Güterwagen mit Isolierung,
- Flachwagen ohne oder mit höchstens 60 cm hohen Bordwänden – dabei zählen Wagen mit Einzelachsen zur UIC-Gattung K (Regelbauart) oder L (Sonderbauart), Drehgestellwagen zur UIC-Gattung R (Regelbauart) oder S (Sonderbauart)
- Offene Flach-/Mehrzweckwagen (UIC-Gattung O) mit umklappbaren Borden und daher als Flachwagen oder offene Güterwagen einsetzbar
- Wagen mit öffnungsfähigem Dach (UIC-Gattung T)
- Sonderwagen (Güterwagen der Gattung U) – eine sehr heterogene Gruppe unter anderem mit Staubgutwagen und Tiefladewagen
- Kesselwagen (UIC-Gattung Z) für die Beförderung flüssiger oder gasförmiger Güter

Die Vorgaben des UIC wurden bei den Bahnverwaltungen manchmal unterschiedlich interpretiert, sodass es vorkommen konnte, dass fast gleiche Wagen verschiedenen Gattungen zugeordnet wurden. Ebenso mussten gelegentlich Wagen durch geringfügige Umbauten neu eingeordnet werden. Beispielsweise wird ein E-Wagen durch das Zuschweißen einer Tür zu einem F-Wagen.
Güterwagen für spezielle Einsatzzwecke – jedoch keiner der o. g. Bauarten eindeutig zuzuordnen – sind:
- Dienstgüterwagen dienen zur Beförderung von Dienstgütern, wie beispielsweise Gas für Beleuchtungszwecke, Wasser, Müll, Asche, Schlacke, Schotter.[7][8] In Deutschland gab es für die häufig aus offenen Güterwagen oder Drehschemelwagen hervorgegangenen Wagen bis 1968 das Gattungszeichen X. Diese offenen Wagen wurden als Schlackewagen oder als Wagen zum Transport von Arbeitsmaterial eingesetzt. Bahndienstwagen hingegen sind nicht zur Beförderung von Gütern bestimmt und gelten daher nicht als Güterwagen.[8]
- Bahnhofswagen werden ausschließlich innerhalb eines Bahnhofs für innerbetriebliche Zwecke eingesetzt.[8]

Fährwagen mit kleinerer Fahrzeugbegrenzungslinie für den Verkehr nach Großbritannien, welche durch den Kennbuchstaben f gekennzeichnet werden.
Bahnpostwagen zählen nicht zu den Güterwagen, sondern zu den Reisezügen, oder sie bildeten eigene Postzüge.

### Bauart
Güterwagen werden anhand ihrer Fahrzeugbauart wie folgt eingeteilt:
- Güterwagen der Regelbauart haben keine besonderen Einrichtungen und können somit vielseitig eingesetzt werden. Zu dieser Bauart werden einfache offene, gedeckte und Flachgüterwagen gezählt.
- Güterwagen der Sonderbauart sind in der Regel mit zusätzlichen Einrichtungen für die Beförderung spezieller Ladegüter ausgestattet. Dazu zählen Selbstentladewagen oder auch Autotransportwagen.
- Güterwagen der Spezialbauart sind meist speziell für einen Einsatzzweck und nur für den Transport einer Art von Gütern geeignet. Dementsprechend sind sie mit speziellen konstruktiven Einrichtungen ausgerüstet. Dazu zählen beispielsweise Pfannenwagen.

### Eigentumsverhältnisse
Zu Staatsbahnzeiten wurde zwischen den der Eisenbahnverwaltung gehörenden Güterwagen und nichtbahneigenen Güterwagen unterschieden. Zu den nichtbahneigenen Güterwagen zählen sowohl Privatwagen als auch Werkwagen für den Einsatz auf Werksbahnen und Fremdwagen anderer Eisenbahnverwaltungen.

### Sonstige
Ein „lauter Güterwagen“ ist ein Güterwagen, der bei der Inbetriebnahme nicht den Anforderungen der Verordnung (EU) Nr. 1304/2014 entsprochen hat (§ 2 Abs. 1 des Schienenlärmschutzgesetzes). Seit dem 13. Dezember 2020 dürfen diese nicht mehr auf dem deutschen Schienennetz fahren (§ 3 Abs. 1 des Schienenlärmschutzgesetzes).

### Historische Einteilung von Güterwagen

#### Deutschland
Vor der Einführung der UIC-Gattungszeichen bis 1968 wurde in Deutschland ein eigenes System von Gattungszeichen verwendet.

#### Schweiz
Schweizer Güterwagen wurden bis 1968 in folgende Gattungen unterteilt:
Zur Unterscheidung unterschiedlicher Bauserien des gleichen Grundtyp (offener Wagen usw.), wurden hochgestellte Ziffern oder Buchstaben verwendet. Die Ziffern bezogen sich auf unterschiedliches Ladegewicht, die Buchstaben auf die Verwendungsfähigkeit.
| Gattungszeichen | Wagenart                         | Unterteilung                                  |
| --------------- | -------------------------------- | --------------------------------------------- |
| G               | Gedeckte Güterwagen              | Mit Luftbremse und Dampfleitung (Eilgutwagen) |
| J               | Offene Güterwagen                | Mit Luftbremse und Dampfleitung (Eilgutwagen) |
| K               | Gedeckte Güter- und Viehwagen    |                                               |
| L               | Offene Güterwagen                | Wände/Borden höher als 60 cm                  |
| M               | Niederbord- und Flachwagen       | Wände/Borden maximal 60 cm hoch               |
| N               | Drehschemelwagen (Langholzwagen) |                                               |
| O               | Spezialwagen                     |                                               |
| S               | Schotterwagen                    |                                               |

Zur Unterscheidung unterschiedlicher Bauserien des gleichen Grundtyps (offener Wagen usw.) wurden hochgestellte Ziffern und Buchstaben verwendet, z. B. L2, K3 oder Skt. Die Ziffern für die Unterbauarten, die Buchstaben für eine von der Norm abweichende Bremsausrüstung (bzw. t für Bodenschieber).
| Gattungszeichen | Wagenart                         | Unterteilung                         |
| --------------- | -------------------------------- | ------------------------------------ |
| J, K            | Gedeckte Güterwagen              | J = nicht zum Viehtransport geeignet |
| L               | Offene Güterwagen                | Wände/Borden höher als 60 cm         |
| M               | Niederbord- und Flachwagen       | Wände/Borden maximal 60 cm hoch      |
| N               | Drehschemelwagen (Langholzwagen) |                                      |
| O               | Spezialwagen                     |                                      |
| P               | Privatwagen                      |                                      |
| S               | Schotterwagen                    |                                      |
| X               | Dienstwagen                      | XT selbstfahrende Dienstwagen        |

#### Bierwagen

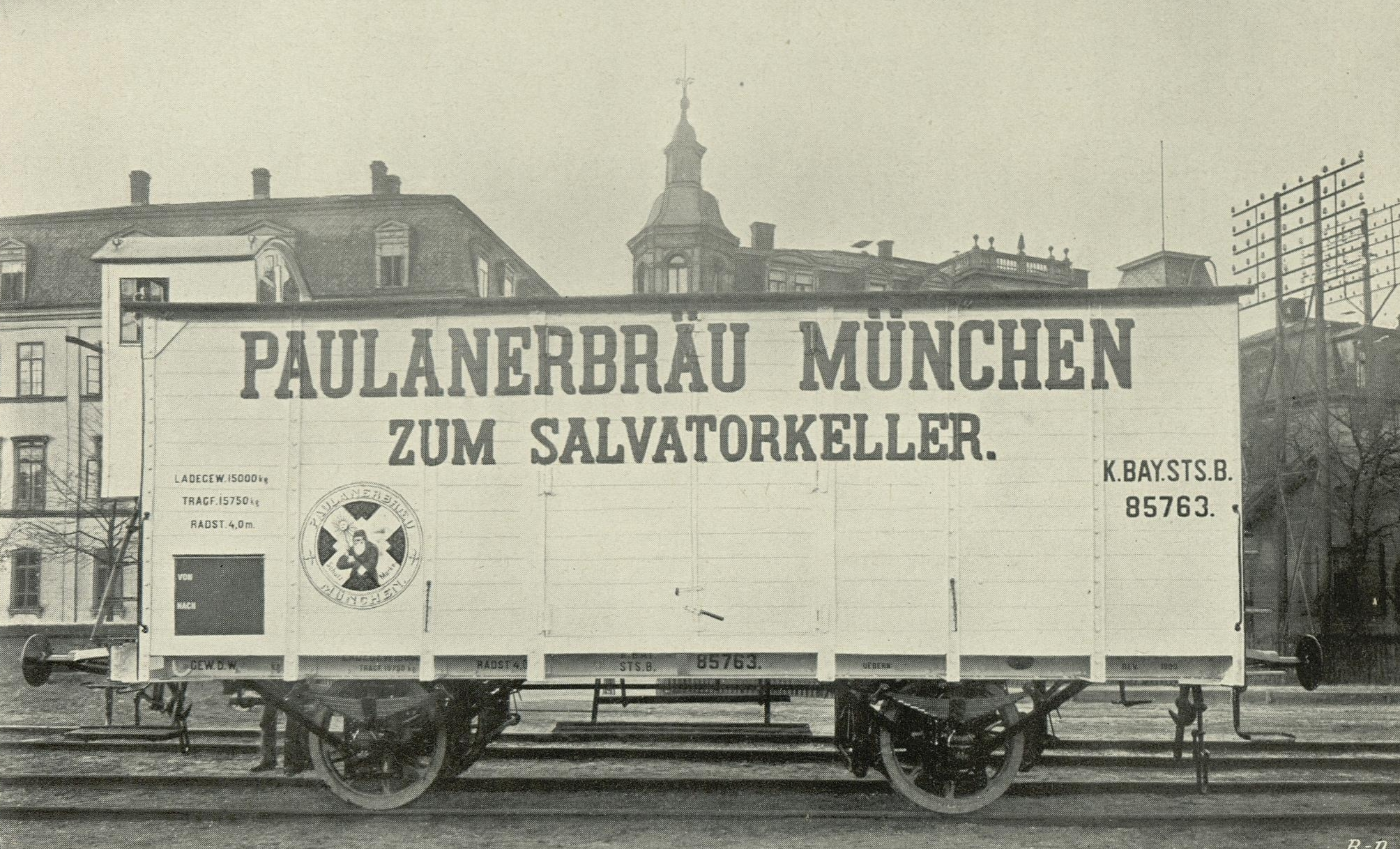
Bierwagen von Paulanerbräu München, 1900

Bierwagen ist ein Güterwagen zur „Beförderung von Bier auf größere Entfernungen mit Einrichtungen, die das Bier vor schädlichen Temperatureinflüssen schützen.“